# 押上

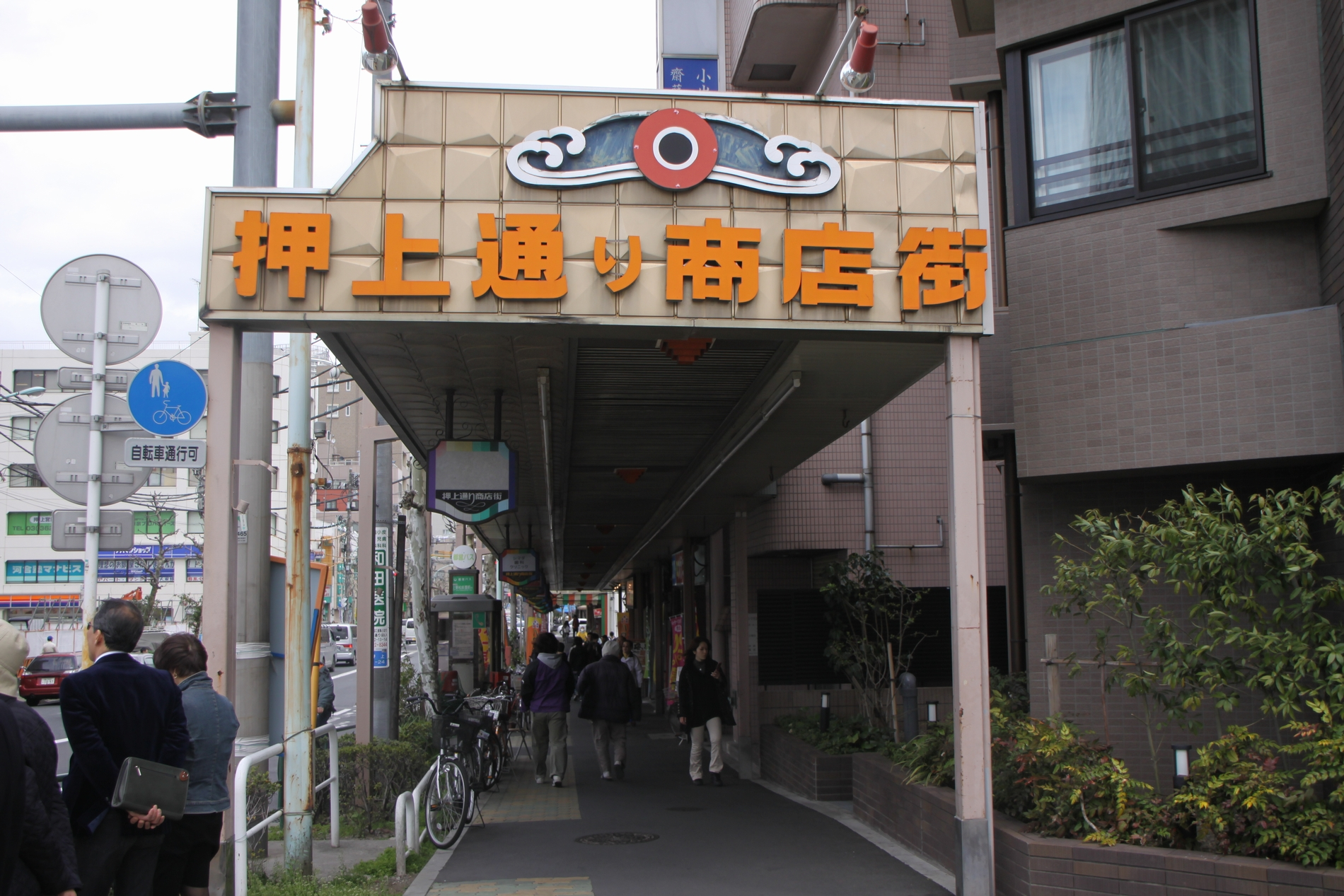
押上通り商店街

押上（おしあげ）は、東京都墨田区の地名。現行行政地名は押上一丁目から三丁目。住居表示実施済み区域である。

## 地理
東で文花、西で吾妻橋、南で北十間川を挟んで対岸に業平、北で向島と隣接する。町域中央部を東京都道465号深川吾嬬町線が通る。

### 河川
- 北十間川

### 地価
住宅地の地価は、2024年（令和6年）7月1日の地価調査によれば、押上3-18-9の地点で47万6000円/m2となっている。

## 歴史
- 1902年4月1日 - 東武伊勢崎線吾妻橋駅（のち浅草駅→業平橋駅と改称、現：とうきょうスカイツリー駅）が開業。
- 1910年7月28日 - 都電業平線が開通。始発駅として、業平橋駅が開業。
- 1912年11月3日 - 京成本線（現：京成押上線）の始発駅として、押上駅が開業。
- 1913年11月11日 - 都電業平線が押上橋駅まで延伸。

この間、押上は東京の下町で最も繁華な街の一つを形成していた。
- 1960年12月4日 - 押上駅に都営浅草線が開通し、京成押上線 - 京成本線との相互直通運転を開始[6]。
- 1972年11月12日 - 都電業平線廃止。押上駅は単なる中間駅となり、ターミナル駅の座を失う。

この間、押上は商業が衰退していった。
- 2003年3月19日 - 押上駅に東武伊勢崎線[7]と半蔵門線（両線は相互直通運転）が開通[8]。再びターミナル駅となる。
- 2006年3月25日 - 業平橋駅と押上駅の間にある伊勢崎線の操車場跡地が新東京タワーの建設地に決定（事業主体は東武鉄道）。
- 2008年3月7日 - 押上・業平橋駅周辺地区に関する都市計画が決定。これに基づき、周辺区域の大規模な再開発が行われた。
- 2012年5月22日 - 東京スカイツリータウンが開業。押上駅の副駅名として「スカイツリー前」を導入。

### 地名の由来
古代の利根川が東京湾へ注ぐ河口にあった中洲の南岸へ海から潮が押し寄せ、海からの土や砂が堆積していく様子を地名にしたと考えられている。東京湾へ注ぐ古代の利根川の国境の河道の南西に位置した中洲であり、元は武蔵国（豊島郡）に属した。
江戸時代以前から存在していた地名で（旧押上村）、現在の押上より東側にあったという。

## 世帯数と人口
2025年（令和7年）3月1日現在（墨田区発表）の世帯数と人口は以下の通りである。
| 丁目       | 世帯数    | 人口     |
| ---------- | --------- | -------- |
| 押上一丁目 | 1,514世帯 | 2,326人  |
| 押上二丁目 | 2,131世帯 | 3,720人  |
| 押上三丁目 | 2,386世帯 | 4,445人  |
| 計         | 6,031世帯 | 10,491人 |

### 人口の変遷
国勢調査による人口の推移。
| 年                 | 人口   |
| ------------------ | ------ |
| 1995年（平成7年）  | 10,238 |
| 2000年（平成12年） | 9,409  |
| 2005年（平成17年） | 9,669  |
| 2010年（平成22年） | 9,864  |
| 2015年（平成27年） | 9,897  |
| 2020年（令和2年）  | 10,118 |

### 世帯数の変遷
国勢調査による世帯数の推移。
| 年                 | 世帯数 |
| ------------------ | ------ |
| 1995年（平成7年）  | 4,172  |
| 2000年（平成12年） | 4,061  |
| 2005年（平成17年） | 4,433  |
| 2010年（平成22年） | 4,797  |
| 2015年（平成27年） | 5,032  |
| 2020年（令和2年）  | 5,354  |

## 学区
区立小・中学校に通う場合、学区は以下の通りとなる（2022年9月時点）。
| 丁目       | 番地                                                  | 小学校                 | 中学校             |
| ---------- | ----------------------------------------------------- | ---------------------- | ------------------ |
| 押上一丁目 | 1番1〜71号                                            | 墨田区立小梅小学校     | 墨田区立墨田中学校 |
| 押上一丁目 | 17〜19番、31〜35番 44〜47番、49〜52番                 | 墨田区立押上小学校     | 墨田区立文花中学校 |
| 押上一丁目 | 1番(1〜71号除く） 2〜16番、20〜30番 36〜43番、48番    | 墨田区立業平小学校     | 墨田区立本所中学校 |
| 押上二丁目 | 1〜12番、15〜17番 18番10〜17号                        | 墨田区立小梅小学校     | 墨田区立墨田中学校 |
| 押上二丁目 | 27〜29番、34番2〜6号 36番2〜11号、39〜43番            | 墨田区立押上小学校     | 墨田区立文花中学校 |
| 押上二丁目 | 30〜33番、34番1号 34番7〜13号、35番 36番1号、37〜38番 | 墨田区立第一寺島小学校 | 墨田区立墨田中学校 |
| 押上二丁目 | 13〜14番、18番1〜9号 19〜26番                         | 墨田区立言問小学校     | 墨田区立墨田中学校 |
| 押上三丁目 | 全域                                                  | 墨田区立押上小学校     | 墨田区立文花中学校 |

## 交通

### 鉄道
- 東武鉄道
  - 東武伊勢崎線（東武スカイツリーライン）：とうきょうスカイツリー駅・押上駅
- 京成電鉄
  - 押上線：押上駅
- 東京地下鉄（東京メトロ）
  - 半蔵門線：押上駅
- 東京都交通局
  - 都営地下鉄浅草線：押上駅

### バス
東京スカイツリーが開業する以前は、都営バスでの運行が中心であった。東京スカイツリーの開業後、東武バスセントラル、京成バス、京成タウンバス、JRバス関東、京浜急行バス等の路線が一気に開業した。
現在、押上からは錦糸町駅、亀戸駅、平井駅、新小岩駅、亀有駅、浅草駅、上野駅、森下駅、門前仲町駅、月島駅、東京駅、羽田空港、東京ディズニーリゾート、お台場などへ直通で行くことができる。

### 道路・橋梁
道路
- 都道
  - 465号深川吾嬬町線

橋梁
- 北十間川
  - 東武橋
  - 京成橋
  - 西十間橋

## 事業所
2021年（令和3年）現在の経済センサス調査による事業所数と従業員数は以下の通りである。
| 丁目       | 事業所数  | 従業員数 |
| ---------- | --------- | -------- |
| 押上一丁目 | 506事業所 | 8,493人  |
| 押上二丁目 | 166事業所 | 2,474人  |
| 押上三丁目 | 174事業所 | 718人    |
| 計         | 846事業所 | 11,685人 |

### 事業者数の変遷
経済センサスによる事業所数の推移。
| 年                 | 事業者数 |
| ------------------ | -------- |
| 2016年（平成28年） | 925      |
| 2021年（令和3年）  | 846      |

### 従業員数の変遷
経済センサスによる従業員数の推移。
| 年                 | 従業員数 |
| ------------------ | -------- |
| 2016年（平成28年） | 12,137   |
| 2021年（令和3年）  | 11,685   |

### 主な企業
- 東武鉄道(本社)
- 日信電子サービス

## 施設
- 東京スカイツリータウン
  - 東京スカイツリー
  - 東京ソラマチ
  - 東京スカイツリーイーストタワー
  - コニカミノルタプラネタリウム
  - すみだ水族館
- 墨田区立押上小学校 - 押上三丁目
- 区立押上保育園
- ひまわり保育園
- 共愛館保育園
- 健生堂病院
- 東武鉄道本社（東武館）
- 圓通寺
- 海福山天王院正圓寺、高木神社
- 正観寺
- 乾徳稲荷神社
- 飛木稲荷神社
- 朝日自動車本店

## その他

### 日本郵便
- 郵便番号 : 131-0045[3]（集配局 : 向島郵便局[19]）。